# Kanton Corps
Kanton Corps (fr. Canton de Corps) je francouzský kanton v departementu Isère v regionu Rhône-Alpes. Skládá se ze 13 obcí.

## Obce kantonu
- Ambel
- Beaufin
- Corps
- Les Côtes-de-Corps
- Monestier-d'Ambel
- Pellafol
- Quet-en-Beaumont
- Sainte-Luce
- Saint-Laurent-en-Beaumont
- Saint-Michel-en-Beaumont
- Saint-Pierre-de-Méaroz
- La Salette-Fallavaux
- La Salle-en-Beaumont